# Rääkkylä
Rääkkylä (föråldrat svenskt namn: Bräkylä) är en kommun i landskapet Norra Karelen. Rääkkylä har 2 032 invånare och en yta på 699,68 km². Rääkkylä är enspråkigt finskt.

## Namn
Ibland används namnet Bräkylä istället för Rääkkylä. I Nordisk familjeboks andra upplaga används namnet Bräkylä. Bräkylä finns inte med i Institutets för de inhemska språken förteckning över svenska ortnamn i Finland. Det officiella svenska namnet är Rääkkylä.

## Administrativ historik
1 januari 1994 överfördes ett område med 2 invånare till Kides stad. 1 januari 2003 överfördes ett område med 12 invånare till Kides.
Finlands regering beslutade 2016 att Rääkkylä kommun från ingången av år 2017 skulle slås samman med grannkommunen Kides. Kommunen motsatte sig den tänkta sammanslagningen, dock har statsrådet under särskilda förutsättningar behörighet att driva igenom tvångssammanslagningar av kommuner. I Rääkkyläs fall gjorde regeringen bedömningen att kommunens ekonomiska bärkraft skulle vara otillräcklig för att trygga den lagstadgade servicen för kommuninvånarna i framtiden, och Rääkkylä har benämnts som ”kriskommun” på grund av den ekonomiska situationen. Innan den planerade fusioneringen hann bli av upphävde dock högsta förvaltningsdomstolen statsrådets beslut. HFD ansåg att även om regeringen hade gjort rätt i sin bedömning enligt dåvarande lagstiftning, borde frågan även ha bedömts med utgångspunkt i en reform som planerades till 2019. Då en ny utredning inte kunde påvisa med tillräcklig visshet att samma problem skulle kvarstå efter en sådan reform, upphävde högsta förvaltningsdomstolen beslutet om tvångssammanslagning.

## Styre och politik

### Mandatfördelning i Rääkkylä kommun, valen 1976–2021
| 3 | 5 |  | 14 | 2 | 2 |

| 2 | 5 | 16 |  | 3 |

| 1 | 4 | 1 | 12 | 1 | 2 |

| 1 | 4 | 1 | 14 | 1 |

| 1 | 4 | 1 | 1 | 13 | 1 |

| 2 | 3 | 1 | 12 | 1 | 2 |

| 7 | 12 | 1 | 1 |

| 6 | 2 | 2 | 10 | 1 |

| 16 | 5 |

| 4 | 2 | 1 | 2 | 9 | 2 | 1 |

| 14 | 7 |

| 3 | 2 | 5 | 9 | 2 |

| 16 | 5 |

| 3 | 2 | 5 | 9 | 2 |

| 15 | 6 |

| 3 | 1 | 4 | 3 | 9 | 1 |

| 14 | 7 |

### Vänorter
Rääkkylä har åtminstone följande vänort:
- Beverungen, Tyskland, sedan 1975

## Demografi
| Befolkningsutvecklingen i Rääkkylä kommun 1975–2020                                                          | Befolkningsutvecklingen i Rääkkylä kommun 1975–2020 | Befolkningsutvecklingen i Rääkkylä kommun 1975–2020 | Befolkningsutvecklingen i Rääkkylä kommun 1975–2020 | Befolkningsutvecklingen i Rääkkylä kommun 1975–2020 |
| --- | --------------------------------------------------- | --------------------------------------------------- | --------------------------------------------------- | --------------------------------------------------- |
| |                                                     |                                                     |                                                     |                                                     |
| År |                                                     |                                                     | Folkmängd                                           |                                                     |
| 1975 | 1975                                                |                                                     | 4 329                                               |                                                     |
| 1980 | 1980                                                |                                                     | 4 063                                               |                                                     |
| 1985 | 1985                                                |                                                     | 3 879                                               |                                                     |
| 1990 | 1990                                                |                                                     | 3 556                                               |                                                     |
| 1995 | 1995                                                |                                                     | 3 364                                               |                                                     |
| 2000 | 2000                                                |                                                     | 3 175                                               |                                                     |
| 2005 | 2005                                                |                                                     | 2 838                                               |                                                     |
| 2010 | 2010                                                |                                                     | 2 554                                               |                                                     |
| 2015 | 2015                                                |                                                     | 2 349                                               |                                                     |
| 2020 | 2020                                                |                                                     | 2 066                                               |                                                     |
| Anm: Uppgifterna avser förhållandena den 31 december nämnda år enligt områdesindelningen den 1 januari 2022. |                                                     |                                                     |                                                     |                                                     |

## Galleri

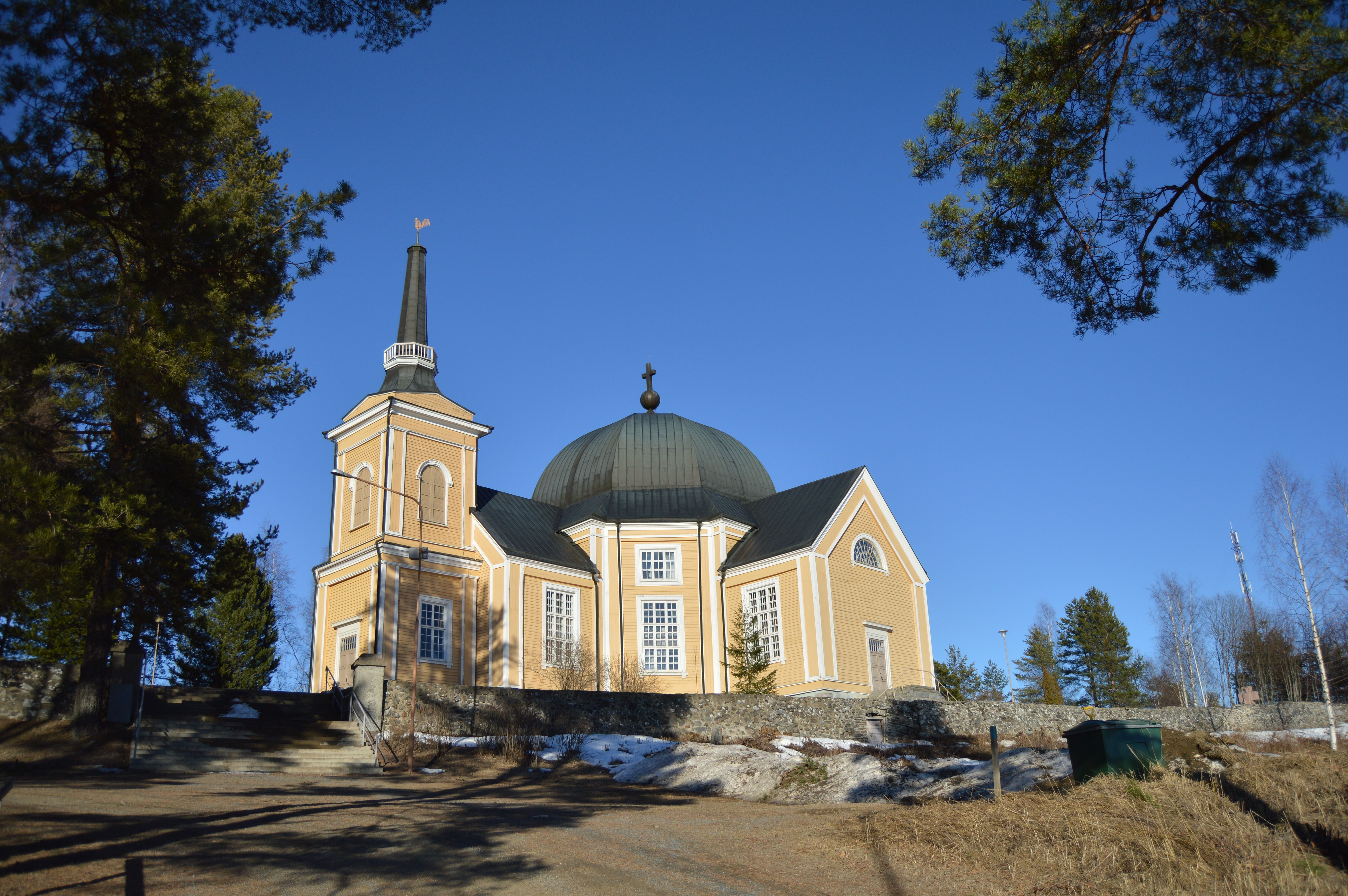
Rääkkylä kyrka